# Калашник, Павел Павлович
Павел Павлович Калашник (1932—1993) — украинский музыковед и педагог, кандидат искусствоведения (1973), профессор (1991), член Союза композиторов Украины (1972).

## Биография
В 1957 году окончил историко-теоретический (1957, класс Михаила Тица и фортепианный факультеты (1960, класс Всеволода Топилина) Харьковской консерватории.
В течение 1956—1958 годов — преподаватель Харьковского педагогического института. С 1958-го работал в Харьковском институте искусств. С 1991 года — заведующий кафедрой теории музыки.
Сфера научных исследований — совершенствование педагогики науки, музыкальное образование, украинская музыкальная культура.
Среди учащихся — Людмила Ивановна Царегородцева, Ирина Коханик, Юрий Зильберман.
Является составителем и ответственным редактором юбилейного сборника «Харківський інститут мистецтв ім. І. П. Котляревського. 1917—1992»" (1992).
Отец Марии Калашник.
Среди работ:
- «До питання про вирішення дисонансів в курсі елементарної теорії музики», 1967
- «Про народну ладовість в творах В. Т. Борисова», 1972
- «Риси стилю творчості В. Т. Борисова», 1979
- «Галина Олександрівна Тюмєнєва», издан в 1998 г., в соавторстве